# 圣莱热马尼亚泽
圣莱热马尼亚泽（法語：Saint-Léger-Magnazeix，法語發音：[sɛ̃ leʒe maɲazɛ]）是法国新阿基坦大区上维埃纳省的一个市镇，属于贝拉克区。

## 地理
圣莱热马尼亚泽（46°17'15"N, 1°14'49"E）面积55.71 平方千米，位于法国新阿基坦大区上维埃纳省，该省份为法国中西部省份，北起顺时针与安德尔省、克勒兹省、科雷兹省、多爾多涅省、夏朗德省和维埃纳省接壤。
与圣莱热马尼亚泽接壤的市镇（或旧市镇、城区）包括：栋皮埃尔-莱塞格利斯、克罗马克、茹阿克、吕萨克莱塞格利斯、马尼亚克拉瓦勒、伯奈兹河畔马亚克、圣伊莱尔拉特雷耶。

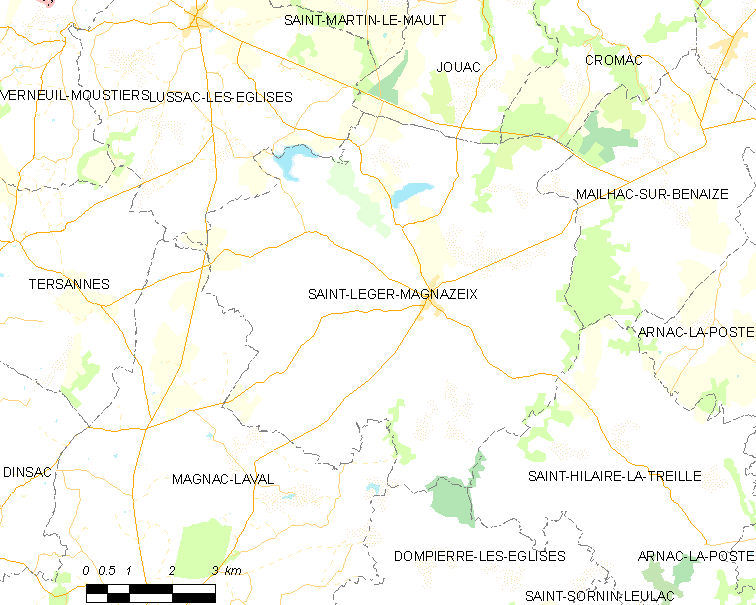
圣莱热马尼亚泽的OSM定位图

圣莱热马尼亚泽的时区为UTC+01:00、UTC+02:00（夏令时）。

## 行政
圣莱热马尼亚泽的邮政编码为87190，INSEE市镇编码为87160。

## 政治
圣莱热马尼亚泽所属的省级选区为沙托蓬萨克县。

## 人口

1962-2008年间圣莱热马尼亚泽人口变化图示

圣莱热马尼亚泽于2022年1月1日时的人口数量为489人。